# Acrocephalus (állatnem)
Az Acrocephalus a madarak osztályának verébalakúak (Passeriformes) rendjébe és a nádiposzátafélék (Acrocephalidae) családjába tartozó nem.
Korábban egy szemétkosár-taxonba, az óvilági poszátafélék (Sylviidae) családjába sorolták, de az új besorolás szerint az új nádiposzátafélék (Acrocephalidae) családba tartozik.

## Rendszerezés
A nembe az alábbi 39 faj tartozik:
- fülemülesitke (Acrocephalus melanopogon)
- csíkosfejű nádiposzáta (Acrocephalus paludicola)
- foltos nádiposzáta (Acrocephalus schoenobaenus)
- Hirse-nádiposzáta (Acrocephalus sorghophilus)
- keleti foltos nádiposzáta (Acrocephalus bistrigiceps)
- rozsdás nádiposzáta (Acrocephalus agricola)
- mandzsúriai nádiposzáta (Acrocephalus tangorum)
- bokorlakó nádiposzáta (Acrocephalus concinens)
- cserregő nádiposzáta (Acrocephalus scirpaceus)
- afrikai nádiposzáta (Acrocephalus baeticatus)
- berki nádiposzáta (Acrocephalus dumetorum)
- énekes nádiposzáta (Acrocephalus palustris)
- nádirigó (Acrocephalus arundinaceus)
- keleti nádirigó (Acrocephalus orientalis)
- nagycsőrű nádiposzáta (Acrocephalus orinus)
- hosszúcsőrű nádirigó vagy bengáli nádirigó  (Acrocephalus stentoreus)
- eufráteszi nádiposzáta (Acrocephalus griseldis)
- ausztrál nádirigó (Acrocephalus australis)
- fülemüle-nádiposzáta (Acrocephalus luscinia)
- Saipan-szigeti nádiposzáta (Acrocephalus hiwae)
- Aguigan-szigeti nádiposzáta (Acrocephalus nijoi)
- Pagan-szigeti nádiposzáta (Acrocephalus yamashinae)
- Mangareva-szigeti nádiposzáta (Acrocephalus astrolabii)
- Karolina-szigeteki nádiposzáta (Acrocephalus syrinx)
- naurui nádiposzáta (Acrocephalus rehsei)
- Molnár-nádiposzáta (Acrocephalus familiaris)
- Fanning-szigeti nádiposzáta (Acrocephalus aequinoctialis)
- tahiti nádiposzáta (Acrocephalus caffer)
- Moorea-szigeti nádiposzáta (Acrocephalus longirostris)
- Társaság-szigeteki nádiposzáta (Acrocephalus musae)
- Tuamotu-szigeteki nádiposzáta (Acrocephalus atyphus)
- Rimatara-szigeti nádiposzáta (Acrocephalus rimitarae)
- Pitcairn-szigeti nádiposzáta (Acrocephalus vaughani)
- Henderson-szigeti nádiposzáta (Acrocephalus taiti)
- Marquises-szigeteki nádiposzáta (Acrocephalus mendanae)
- Acrocephalus percernis
- Mangaia-szigeti nádiposzáta (Acrocephalus kerearako)
- papirusz-nádiposzáta (Acrocephalus rufescens)
- zöld-foki nádiposzáta (Acrocephalus brevipennis)
- fokföldi nádiposzáta (Acrocephalus gracilirostris)
- madagaszkári nádiposzáta (Acrocephalus newtoni)

Az újabb besorolások ide sorolták át a közeli rokon Bebrornis két faját is.
- rodriguezi nádiposzáta (Bebrornis rodericanus vagy Acrocephalus rodericanus)
- seychelle-szigeteki poszáta (Bebrornis sechellensis) más néven (Acrocephalus sechellensis)

A vastagcsőrű nádiposzáta  (korábban Acrocephalus aedon) átkerült az Iduna nembe.